# 大牛
大牛（Daniel Newham，中文：牛漢生），以主持中國中央電視台國際頻道節目《同樂五洲》和《學漢語》而著名。“大牛”一名是他英文名字的諧音。

## 簡介
大牛是英國人，英德两国血统，來自英國切尔滕纳姆。雖然他不是在中國出生和長大，但卻可以說一口流利的普通話。
1999年9月，他來到了中國，在中國人民大學學習漢語。一年後，他到了南京藝術學院的電影電視藝術系學了一年的影視表演，
2004年，他從人民大學畢業，之後曾主持央視《同樂五州》節目。
直到2006年，他亦參與央視《學漢語》节目主持。

## 對中國的態度
他十分喜歡中國，他指中國給了他很多機會和朋友，自稱是一個Sinophilliac，即喜愛中國的人。

## 評價
他极富表演才能，在節目中有趣的演出，深得海內外觀眾的歡迎。
他是除來自加拿大的大山外，少数能操流利普通話的在华外國主持之一。

## 外部連結
- CCTV网站上的节目介绍（页面存档备份，存于）
- Renmin University of China（页面存档备份，存于）
- 四川新闻网-乐山晚报报讯（页面存档备份，存于）